# ダノンプレミアム
ダノンプレミアムは、日本の競走馬。主な勝ち鞍は2017年の朝日杯フューチュリティステークス(GI)、サウジアラビアロイヤルカップ(GIII)、2018年の弥生賞(GII)、2019年の金鯱賞(GII)、マイラーズカップ(GII)。
馬名の意味は、冠名＋高品質、格別な働きを期待して。

## 経歴

### 2歳 (2017年)
6月25日、阪神競馬場の2歳新馬に1番人気で出走。レースでは好位の2番手に位置し、4コーナーで先頭に立つと、直線で後続を突き放し2着のスプリングスマイルに4馬身差をつけてデビュー戦を飾る。
2戦目は3か月の休養を挟んで臨んだ10月7日東京競馬場のサウジアラビアロイヤルカップを2番人気で出走。好スタートから道中2番手で追走すると最後の直線で一気に先頭に立ちリードを広げると外から追い込んできた1番人気のステルヴィオに1馬身3/4差をつけ勝利。勝ちタイム1分33秒0は東京競馬場2歳芝1600mのコースレコードを更新し、デビュー2連勝を果たした。

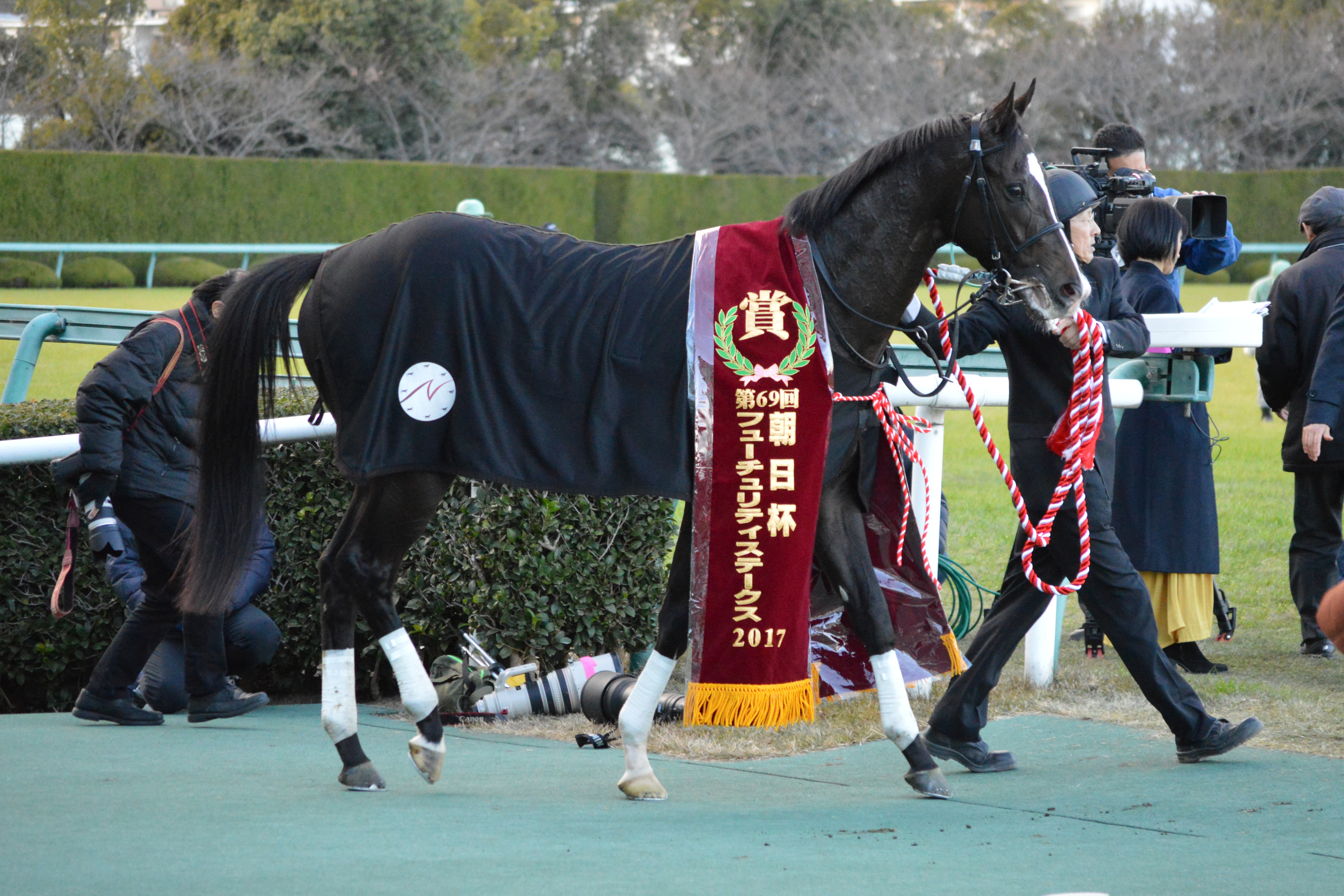
朝日杯表彰式

#### 第69回朝日杯フューチュリティステークス
3戦目はGI初挑戦となった朝日杯フューチュリティステークス。C.ルメール騎乗の京王杯2歳ステークス勝ち馬タワーオブロンドンや、C.デムーロ騎乗のステルヴィオらを抑え1番人気に推された。レースは1枠1番から良いスタートを切ると2番手に位置し、最終コーナーでは馬なりのまま進出。直線に入り先頭に立つと2、3発ムチを打っただけで上がり3ハロン33秒6（上がり最速）の脚を繰り出してリードを広げ、最後は鞍上の川田が首を撫で、流す余裕を見せながらも最後に追い込んだステルヴィオに3馬身半差つけ快勝。無敗でGI初制覇を飾った。
勝ちタイム1分33秒3は2004年のマイネルレコルトをコンマ1秒上回るレースレコード更新となった。また2着馬に3馬身半差以上の着差を付けたのは、1993年の朝日杯3歳ステークス（当時）を制した後に三冠馬となるナリタブライアン以来24年ぶりとなる。JPNサラブレッドランキングによるレーティングでは、同レースの勝利により2歳馬として史上最も高い117の評価を得た。2017年度JRA賞の記者投票では、ホープフルステークス勝ち馬タイムフライヤー（13票）などに大差をつけて275票を集め、最優秀2歳牡馬に選出された。
なお、同レースの2着馬ステルヴィオ、3着馬タワーオブロンドン、4着馬ケイアイノーテック、5着馬ダノンスマッシュは、いずれも後にGⅠレースを勝利している。

### 3歳 (2018年)
3月4日の弥生賞から始動。この競走には、東京スポーツ杯2歳ステークス勝ち馬ワグネリアンやシクラメン賞（500万下）を2歳レコードで制したオブセッションなどが集まった中、ダノンプレミアムが1番人気に推される。レースでは道中を2番手で追走し、第3・第4コーナーでは荒れた馬場を避けるためにわざと外へ持ち出し、直線入り口で先頭に立つと2着ワグネリアンに1馬身半差をつけて優勝した。
皐月賞に向けて追い切りを進めていたが、3月30日、右前脚に挫石を発症したことが判明。その後の調整が合わなかったことから、本番の皐月賞を回避することを4月5日に公表した。皐月賞を回避し迎えた日本ダービーでは、怪我明けながら1番人気に支持されるものの6着に敗れ、初の黒星となった。
秋は天皇賞（秋）へと直行で目指す事が発表されたものの、調整が上手くいかなかった影響で回避。結局この後秋シーズンは出走なしで3歳シーズンを終えた。

### 4歳 (2019年)
古馬となったダノンプレミアムは金鯱賞で9カ月半ぶりに復帰することとなった。この競走には、ダノンプレミアムを含めG1競走優勝馬が5頭揃った。ダノンプレミアムは、道中インコースの3番手につけると、直線で抜け出して優勝した。2着のリスグラシューには1馬身1/4差をつけた。
金鯱賞後は4月のマイラーズカップを挟んで安田記念へ向かうことが発表された。迎えた同レースでは単勝1.3倍で1番人気の支持を受け、レースでも逃げたグァンチャーレに続く2番手追走からゴール前で楽な手応えで抜け出し快勝した。
重賞2連勝のまま迎えた第69回安田記念はGIレース5連勝中の牝馬三冠馬アーモンドアイとの2強対決が注目された他、当年の東京新聞杯(GIII)を勝ったインディチャンプや前年の安田記念優勝馬モズアスコットも出走を決めた中、2番人気に推された。しかし、レーススタート直後にロジクライの斜行で大きな不利を受け中団からの競馬に、直線でも残り400m付近で勢いが無くなり、最終的に最下位の16着に敗れた。さらにレース後に鞍上の川田将雅がコース上に下馬したため故障が疑われる事態となったが、検査の結果異常は認められず、大事には至らなかった。
夏を休養に充て、秋初戦に選択した天皇賞（秋）は改元による新天皇の即位を祝う慶祝競走として行われた。ここでは再びアーモンドアイと相見えることになった他、当年の皐月賞を制した3歳馬サートゥルナーリアなどの自身を含む天皇賞最多のGI馬10頭が集結した。その中でも先に挙げた2頭に続く3番人気に推された。レースはアーモンドの後ろに付ける形で中団を追走、最後の直線で抜け出したアーモンドアイを捉えようと必死に食いついたが3馬身差で及ばず2着となった。レース後に鞍上の川田騎手は「スムーズなレース運びが出来た。」とレース内容を評価した上で、「やはりアーモンドアイは強いですね。」と完敗を認めた（詳細は第160回天皇賞を参照）。
続くマイルチャンピオンシップでは1番人気に推されて出走。レースでは先行集団を見る好位置を追走し、直線に入ると手応えを感じる伸び脚をみせたが、馬場の真ん中から進出した勝ち馬インディチャンプに交わされ前走に続く2着となった。

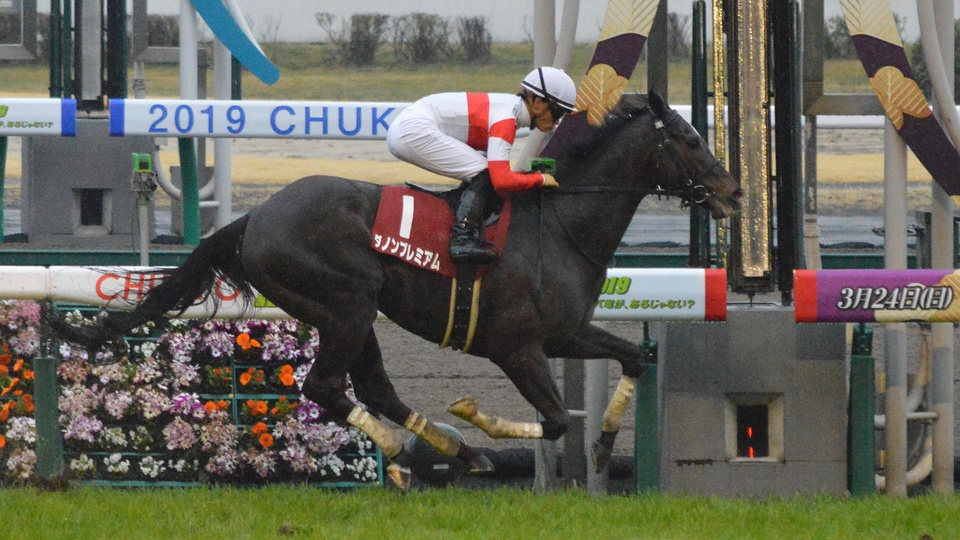
金鯱賞
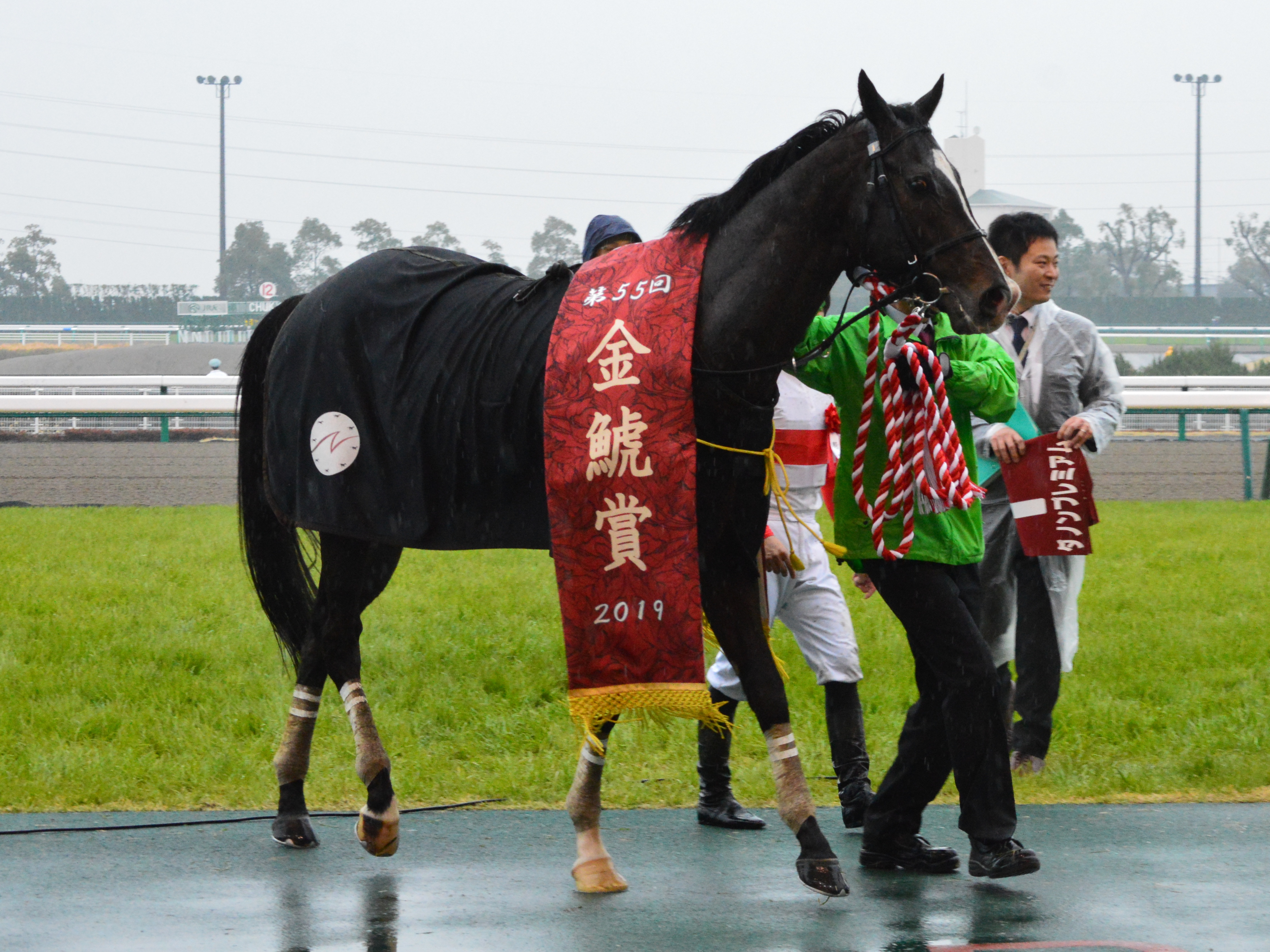
表彰式
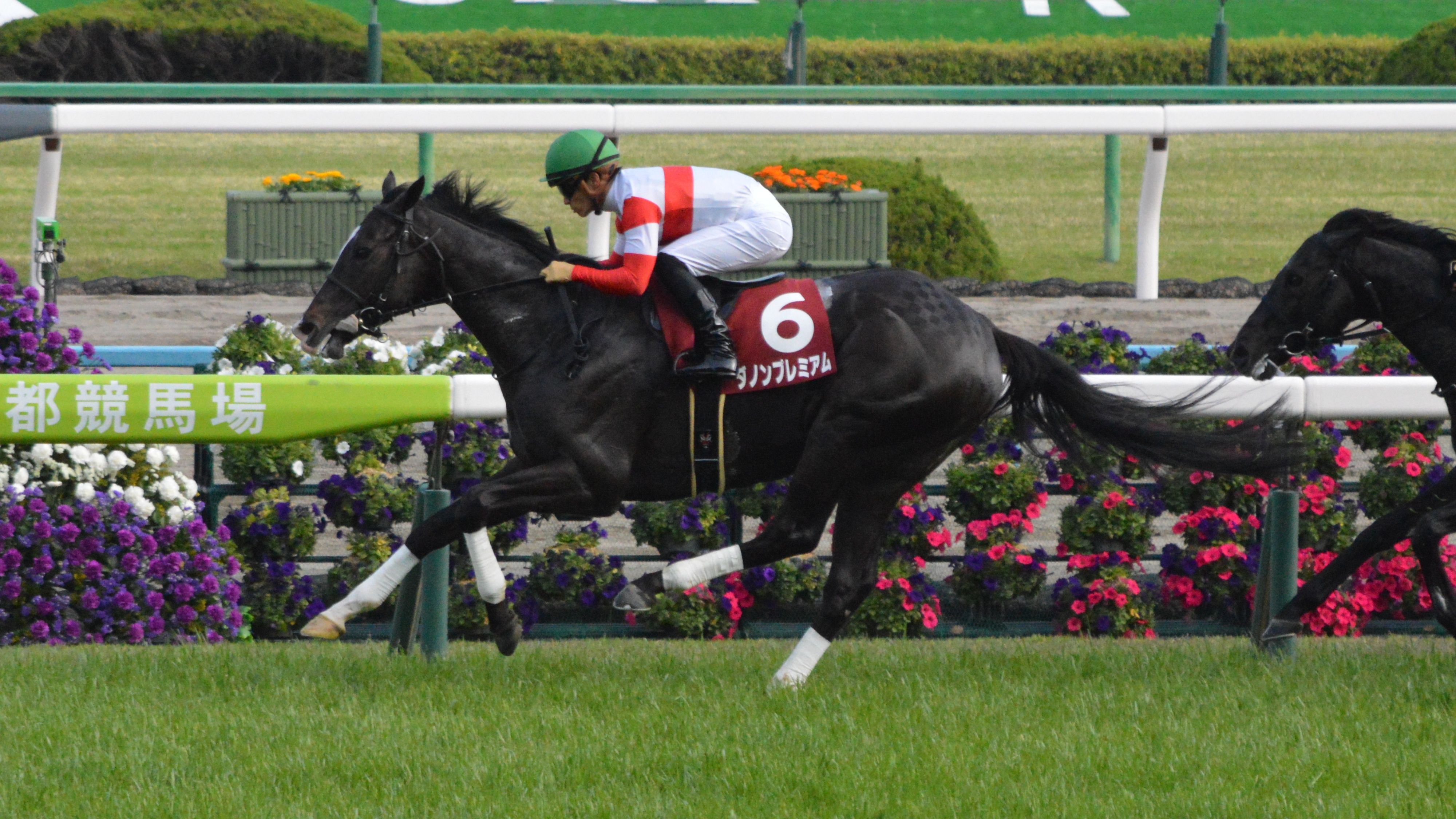
マイラーズC
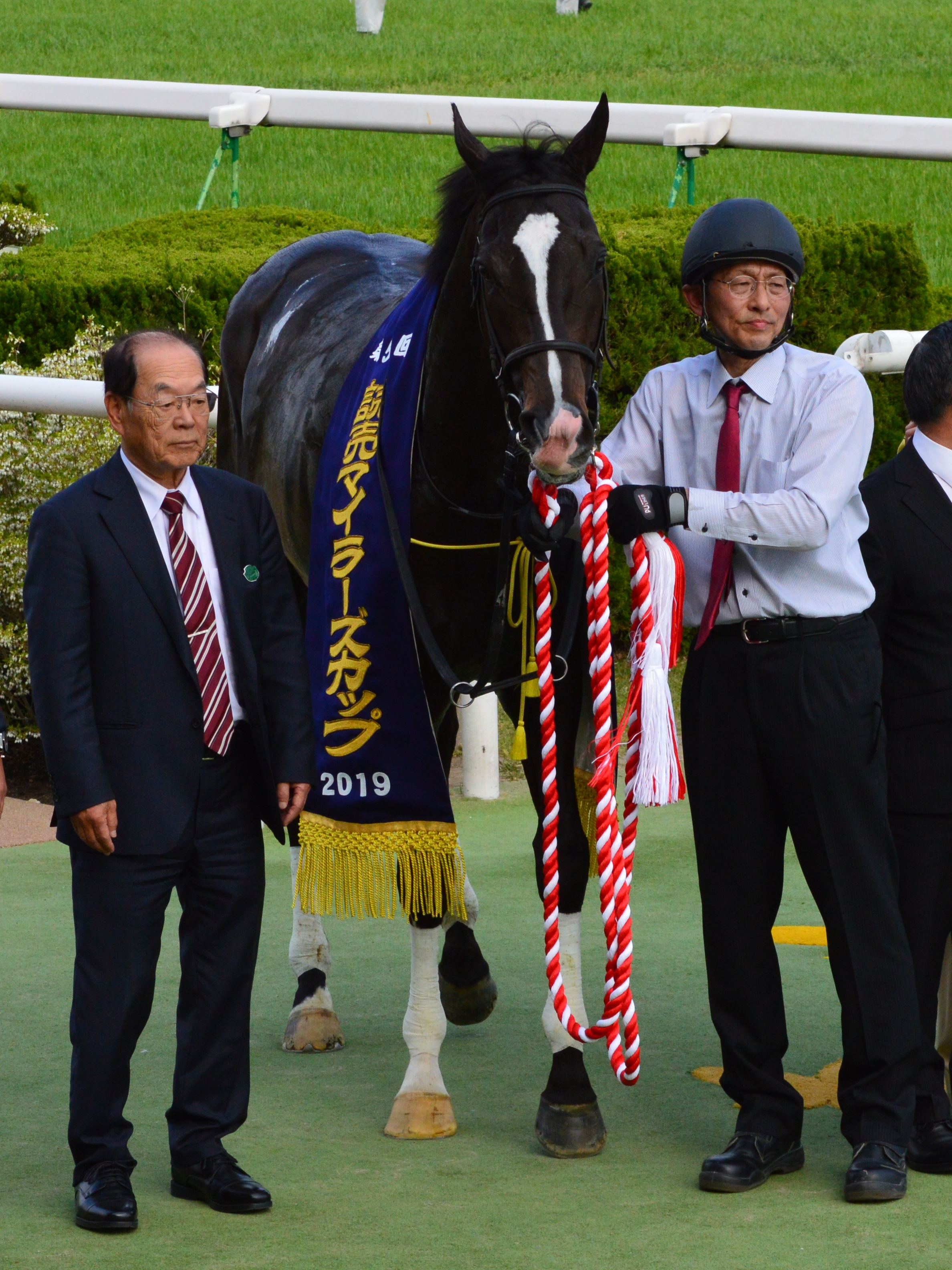
表彰式

### 5歳（2020年）
この年の初戦はオーストラリアに遠征し、ロイヤルランドウィック競馬場で行われるクイーンエリザベスステークス (2,000m) に参戦。現地のジェームズ・マクドナルド騎手とのコンビでレースに臨んだが、直線で一旦2番手になるもそこから伸びを欠き、英国馬アデイブの3着に敗れた。レース後にマクドナルド騎手は、敗因に馬場の影響を挙げ、「昨年、一昨年のこのレースの馬場状態であれば、結果は全然違っていたと思います」とコメントした。なお、このレースは新型コロナウイルス (COVID19) 感染拡大の影響で賞金が半額となった。
帰国初戦は前年と同じく安田記念に参戦。これまで国内戦でデビューからコンビを組み続けてきた川田将雅はアドマイヤマーズとコンビを組むため、本馬はダミアン・レーンと初コンビを結成した。史上初の芝GI8勝の記録が懸かるアーモンドアイが圧倒的人気を集める中、4番人気でレースに臨んだが、結果は13着と大敗。鞍上レーンはレース後、「あと500メートルくらいでバランスが崩れてリズムが悪くなった」とコメントした。（詳細は第70回安田記念を参照）
半年の休養明けとなった天皇賞（秋）は2戦ぶりに川田将雅に手綱が戻る。レースはハナに立つち逃げ切りを図るもアーモンドアイ、フィエールマン、クロノジェネシスに交わされて4着に終わった。次走は香港に遠征し香港カップに出走、好位から競馬をするも再び4着に敗れた。帰国後はケイアイファームに放牧に出された。

### 6歳（2021年）
半年の休み明け、6歳初戦は3年連続出走となった安田記念は、池添謙一が騎乗したが好位から伸びず7着に敗れた。2021年7月1日付で競走馬登録を抹消し、現役を引退した。引退後はアロースタッドにて種牡馬入りすることになった。

### 評価
マイラーズカップから安田記念へのローテーションが発表された際、公式サイトでの文章で「厩舎スタッフの中でも、彼の能力は、実はマイルでは負けないのではないかというくらい評価が高い」と綴っており、マイラーとしてのダノンプレミアムの資質の高さを陣営がかなり評価しているのがうかがえる。

## 競走成績
出典なき場合、以下の内容は、netkeiba.comおよび香港ジョッキークラブに基づく。
| 競走日     | 競馬場                  | 競走名              | 格   | 距離（馬場）  | 頭 数 | 枠 番 | 馬 番 | オッズ （人気） | 着順 | タイム （上り3F） | 着差  | 騎手            | 斤量 [kg] | 1着馬（2着馬）         | 馬体重 [kg] | 出典   |
| ---------- | ----------------------- | ------------------- | ---- | ------------- | ----- | ----- | ----- | --------------- | ---- | ----------------- | ----- | --------------- | --------- | ---------------------- | ----------- | ------ |
| 2017.06.25 | 阪神                    | 2歳新馬             |      | 芝1800m（稍） | 10    | 7     | 7     | 003.60（1人）   | 01着 | R1:48.7（34.4）   | -0.7  | 0川田将雅       | 54        | （スプリングスマイル） | 476         |        |
| 0000.10.07 | 東京                    | サウジアラビアRC    | GIII | 芝1600m（稍） | 18    | 2     | 2     | 003.60（2人）   | 01着 | R1:33.0（34.4）   | -0.3  | 0川田将雅       | 55        | （ステルヴィオ）       | 482         |        |
| 0000.12.17 | 阪神                    | 朝日杯FS            | GI   | 芝1600m（良） | 16    | 1     | 1     | 002.70（1人）   | 01着 | R1:33.3（33.6）   | -0.6  | 0川田将雅       | 55        | （ステルヴィオ）       | 490         |        |
| 2018.03.04 | 中山                    | 弥生賞              | GII  | 芝2000m（良） | 10    | 8     | 9     | 001.80（1人）   | 01着 | R2:01.0（34.1）   | -0.2  | 0川田将雅       | 56        | （ワグネリアン）       | 498         |        |
| 0000.05.27 | 東京                    | 東京優駿            | GI   | 芝2400m（良） | 18    | 1     | 1     | 002.10（1人）   | 06着 | R2:23.8（34.6）   | -0.2  | 0川田将雅       | 57        | ワグネリアン           | 498         |        |
| 2019.03.10 | 中京                    | 金鯱賞              | GII  | 芝2000m（稍） | 13    | 1     | 1     | 003.50（2人）   | 01着 | R2:00.1（34.1）   | -0.2  | 0川田将雅       | 56        | （リスグラシュー）     | 502         |        |
| 0000.04.21 | 京都                    | マイラーズC         | GII  | 芝1600m（良） | 10    | 6     | 6     | 001.30（1人）   | 01着 | R1:32.6（32.2）   | -0.2  | 0川田将雅       | 57        | （グァンチャーレ）     | 500         |        |
| 0000.06.02 | 東京                    | 安田記念            | GI   | 芝1600m（良） | 16    | 8     | 15    | 003.20（2人）   | 16着 | R1:32.9（34.5）   | -2.0  | 0川田将雅       | 58        | インディチャンプ       | 504         |        |
| 0000.10.27 | 東京                    | 天皇賞（秋）        | GI   | 芝2000m（良） | 16    | 5     | 9     | 009.50（3人）   | 02着 | R1:56.7（34.5）   | -0.5  | 0川田将雅       | 58        | アーモンドアイ         | 508         |        |
| 0000.11.17 | 京都                    | マイルCS            | GI   | 芝1600m（良） | 17    | 7     | 14    | 002.40（1人）   | 02着 | R1:33.2（34.2）   | -0.2  | 0川田将雅       | 57        | インディチャンプ       | 506         |        |
| 2020.04.11 | ロイヤル ランドウィック | クイーンエリザベスS | G1   | 芝2000m（不） | 12    | 3     | 1     |                 | 03着 |                   | -3.2  | 0J.マクドナルド | 59        | Addeybb                | 計不        | [ 38 ] |
| 0000.06.07 | 東京                    | 安田記念            | GI   | 芝1600m（稍） | 14    | 1     | 1     | 012.70（4人）   | 13着 | R1:33.6（36.0）   | -2.0  | 0D.レーン       | 58        | グランアレグリア       | 506         |        |
| 0000.11.01 | 東京                    | 天皇賞（秋）        | GI   | 芝2000m（良） | 12    | 8     | 11    | 021.60（6人）   | 04着 | R1:58.2（34.0）   | -0.4  | 0川田将雅       | 58        | アーモンドアイ         | 508         |        |
| 0000.12.13 | 沙田                    | 香港C               | G1   | 芝2000m（良） | 8     | 6     | 2     | 005.60（4人）   | 04着 | R2:00.83          | -0.33 | 0W.ビュイック   | 57        | Normcore               | 500         |        |
| 2021.06.06 | 東京                    | 安田記念            | GI   | 芝1600m（良） | 14    | 4     | 6     | 019.20（6人）   | 07着 | R1:32.3（34.1）   | -0.6  | 0池添謙一       | 58        | ダノンキングリー       | 510         |        |

- タイム欄のRはレコード勝ちを示す
- 香港のオッズ・人気は香港ジョッキークラブのもの。

## 血統表
| ダノンプレミアムの血統                         | ダノンプレミアムの血統                                      | ダノンプレミアムの血統                                      | （血統表の出典）                                            | （血統表の出典）  |
| 父系                                           | サンデーサイレンス系                                        | サンデーサイレンス系                                        | サンデーサイレンス系                                        | [ § 2 ]           |
| 父 ディープインパクト 2002 鹿毛                | 父の父*サンデーサイレンス Sunday Silence 1986 青鹿毛        | Halo                                                        | Hail to Reason                                              | Hail to Reason    |
| 父 ディープインパクト 2002 鹿毛                | 父の父*サンデーサイレンス Sunday Silence 1986 青鹿毛        | Halo                                                        | Cosmah                                                      |                   |
| 父 ディープインパクト 2002 鹿毛                | 父の父*サンデーサイレンス Sunday Silence 1986 青鹿毛        | Wishing Well                                                | Understanding                                               | Understanding     |
| 父 ディープインパクト 2002 鹿毛                | 父の父*サンデーサイレンス Sunday Silence 1986 青鹿毛        | Wishing Well                                                | Mountain Flower                                             |                   |
| 父 ディープインパクト 2002 鹿毛                | 父の母*ウインドインハーヘア 1991 鹿毛                       | Alzao                                                       | Lyphard                                                     | Lyphard           |
| 父 ディープインパクト 2002 鹿毛                | 父の母*ウインドインハーヘア 1991 鹿毛                       | Alzao                                                       | Lady Rebecca                                                |                   |
| 父 ディープインパクト 2002 鹿毛                | 父の母*ウインドインハーヘア 1991 鹿毛                       | Burghclere                                                  | Busted                                                      | Busted            |
| 父 ディープインパクト 2002 鹿毛                | 父の母*ウインドインハーヘア 1991 鹿毛                       | Burghclere                                                  | Highclere                                                   |                   |
| 母 *インディアナギャル Indiana Gal 2005 黒鹿毛 | 母の父Intikhab 1994 鹿毛                                    | Red Ransom                                                  | Roberto                                                     | Roberto           |
| 母 *インディアナギャル Indiana Gal 2005 黒鹿毛 | 母の父Intikhab 1994 鹿毛                                    | Red Ransom                                                  | *アラビアII                                                 |                   |
| 母 *インディアナギャル Indiana Gal 2005 黒鹿毛 | 母の父Intikhab 1994 鹿毛                                    | Crafty Example                                              | Crafty Prospector                                           | Crafty Prospector |
| 母 *インディアナギャル Indiana Gal 2005 黒鹿毛 | 母の父Intikhab 1994 鹿毛                                    | Crafty Example                                              | Zienelle                                                    |                   |
| 母 *インディアナギャル Indiana Gal 2005 黒鹿毛 | 母の母Genial Jenny 1992 鹿毛                                | *デインヒル                                                 | Danzig                                                      | Danzig            |
| 母 *インディアナギャル Indiana Gal 2005 黒鹿毛 | 母の母Genial Jenny 1992 鹿毛                                | *デインヒル                                                 | Razyana                                                     |                   |
| 母 *インディアナギャル Indiana Gal 2005 黒鹿毛 | 母の母Genial Jenny 1992 鹿毛                                | Joma Kaanem                                                 | Double Form                                                 | Double Form       |
| 母 *インディアナギャル Indiana Gal 2005 黒鹿毛 | 母の母Genial Jenny 1992 鹿毛                                | Joma Kaanem                                                 | Asha Lawn                                                   |                   |
| 母系(F-No.)                                    | Crystal Palace系(FN:1-s)                                    | Crystal Palace系(FN:1-s)                                    | Crystal Palace系(FN:1-s)                                    | [ § 3 ]           |
| 5代内の近親交配                                | Hail to Reason 4×5、Northern Dancer 5×5、Danzig 5･4（母内） | Hail to Reason 4×5、Northern Dancer 5×5、Danzig 5･4（母内） | Hail to Reason 4×5、Northern Dancer 5×5、Danzig 5･4（母内） | [ § 4 ]           |
| 出典                                           | 1. 2. 3. 4.                                                 | 1. 2. 3. 4.                                                 | 1. 2. 3. 4.                                                 | 1. 2. 3. 4.       |